# Neusterensifer
Neusterensifer is een geslacht van wantsen uit de familie beeklopers (Veliidae). Het geslacht werd voor het eerst wetenschappelijk beschreven door J. Polhemus & D. Polhemus in 1994.

## Soorten
Het genus bevat de volgende soorten:

- Neusterensifer acuminata J. Polhemus & D. Polhemus, 2000
- Neusterensifer aviavi J. Polhemus & D. Polhemus, 1994
- Neusterensifer batantana D. Polhemus & J. Polhemus, 2000
- Neusterensifer bowutu D. Polhemus & J. Polhemus, 2004
- Neusterensifer compactus J. Polhemus & D. Polhemus, 1994
- Neusterensifer cyclops J. Polhemus & D. Polhemus, 1994
- Neusterensifer dabrana D. Polhemus & J. Polhemus, 2011
- Neusterensifer dentrecasteaux D. Polhemus & J. Polhemus, 2004
- Neusterensifer etna D. Polhemus & J. Polhemus, 2000
- Neusterensifer femoralis D. Polhemus & J. Polhemus, 2004
- Neusterensifer gamensis D. Polhemus & J. Polhemus, 2000
- Neusterensifer gladius J. Polhemus & D. Polhemus, 1994
- Neusterensifer goilala D. Polhemus & J. Polhemus, 2004
- Neusterensifer hunteri D. Polhemus & J. Polhemus, 1994
- Neusterensifer iriana D. Polhemus & J. Polhemus, 2000
- Neusterensifer iriana J. Polhemus & D. Polhemus, 2000
- Neusterensifer kula D. Polhemus & J. Polhemus, 1994
- Neusterensifer kutubu D. Polhemus & J. Polhemus, 2000
- Neusterensifer louisiadae D. Polhemus & J. Polhemus, 1994
- Neusterensifer lubu D. Polhemus & J. Polhemus, 2000
- Neusterensifer microrivula D. Polhemus & J. Polhemus, 1994
- Neusterensifer misima D. Polhemus & J. Polhemus, 1994
- Neusterensifer misoolicus D. Polhemus & J. Polhemus, 2000
- Neusterensifer muyuw D. Polhemus & J. Polhemus, 1994
- Neusterensifer nabire J. Polhemus & D. Polhemus, 1994
- Neusterensifer pseudocyclops D. Polhemus & J. Polhemus, 2000
- Neusterensifer sagarai D. Polhemus & J. Polhemus, 1994
- Neusterensifer sepik J. Polhemus & D. Polhemus, 1994
- Neusterensifer stysi Chen, Nieser & Lansbury, 2008
- Neusterensifer sulcata D. Polhemus & J. Polhemus, 1994
- Neusterensifer terrestris D. Polhemus & J. Polhemus, 2011
- Neusterensifer timikana D. Polhemus & J. Polhemus, 2011
- Neusterensifer tufi D. Polhemus & J. Polhemus, 1994
- Neusterensifer wondiwoi D. Polhemus & J. Polhemus, 2011
- Neusterensifer yela D. Polhemus & J. Polhemus, 1994
- Neusterensifer yobi D. Polhemus & J. Polhemus, 2011